# Speckled Red
Speckled Red, geboren als Rufus Perryman (West Monroe (Louisiana), 23 oktober 1892 – Saint Louis (Missouri), 2 januari 1973), was een Amerikaanse blues- en boogiewoogie pianist en zanger.

## Biografie
Speckled Red was de oudere broer van Piano Red. Hun bijnamen kwamen van het feit dat beide albino's waren. De broers groeiden echter afzonderlijk op en hebben nooit met elkaar opgenomen. Speckled Red en Piano Red speelden allebei een luidruchtige Barrelhouse piano/boogiewoogie-stijl, waarbij Speckled Red ook vaak langzame blues speelde, zoals zijn twee versies van The Right String (But the Wrong Yo-Yo), die Speckled Red voor het eerst opnam in 1930. Zijn broer scoorde twintig jaar later met het lied.
Het gezin verhuisde in de vroege jaren van Speckled Red naar Detroit en vervolgens naar Atlanta, nadat zijn vader de destijds geldende scheidingswetten niet had nageleefd. Het gezin vestigde zich uiteindelijk in Hampton (Georgia), waar zijn geboorte een paar jaar later werd geregistreerd. De familie zelf, die bestond uit Perryman en zeven broers en zussen, had weinig muzikale achtergrond. Daarom was Speckled Red autodidact. Hij werd beïnvloed door zijn idool Fishtail, ook door Charlie Spand, James Hemingway en Will Ezell (geïnspireerd door Paul Seminole in een filmtheater in zijn vroege jeugd) en leerde orgel spelen in een plaatselijke kerk. In zijn jeugd speelde hij op feestjes. Daarna verhuisde hij als jongvolwassene terug naar Detroit, waar hij overal optrad, waaronder nachtclubs en bordelen. Hij werd uiteindelijk ontdekt door een talentscout van Brunswick Records, kort voordat hij naar Memphis verhuisde. Daar had hij zijn eerste opnamesessie in 1929, waarin zijn twee klassieke nummers Wilkins Street Stomp en zijn hit The Dirty Dozens voor Brunswick werden gemaakt. Het lied The Dirty Dozens van Speckled Red, een legendarische uitwisseling van beledigingen en vulgaire opmerkingen, werd een integraal onderdeel van de Afro-Amerikaanse cultuur.
Het volgende jaar 1930 nam hij weer op. Het opmerkelijke nummer The Dirty Dozens No. 2 is gemaakt in Chicago, die echter lang niet zo succesvol was als zijn voorganger. De pianist had toen geen platencontract en trad toen vooral op in bars rond Memphis en St. Louis. In Aurora (Illinois) nam hij in 1938 verschillende nummers op met slide-gitarist Robert Nighthawk en mandolinespeler Willie Hatcher voor Bluebird Records (St. Louis Stomp, Welfare Blues), maar deze waren niet erg succesvol. In de jaren 1940 verhuisde hij naar St. Louis en vervolgde zijn carrière, voornamelijk in pubs en kleinere restaurants en daarnaast werkte hij.
Zijn herontdekking werd mogelijk omdat Charlie O'Brien, een politieagent en bluesfan uit St.Louis, zijn professionele onderzoeksmethoden gebruikte om oude bluesmuzikanten op te sporen die in de jaren 1950 verdwenen waren. O’Brian spoorde Speckled Red op 14 december 1954 op, waarna deze al snel een platencontract tekende bij het jonge Chicago-label Delmark Records als hun eerste bluesartiest. In 1957 nam hij de drie nummers Dad’s Piece, Oh Red en Early in the Morning op. Eind jaren 1950 en 1960 ervoer hij een zekere hernieuwde interesse in zijn muziek, hoewel zijn vaardigheden nog steeds opmerkelijk waren. Gedurende deze jaren trad hij op rond St. Louis in het traditionele jazzcircuit, voornamelijk als pauzepianist voor de Dixie Stompers, trad hij op met de Dixie Matinee en in de St. Louis Jazz Club. In 1956/1957 kwamen er nog opnamen voor de labels Tone, Delmark, Folkways en Storyville Records.
In 1959 was hij op tournee in Europa met Chris Barber en tijdens zijn verblijf in Denemarken nam hij een aantal van zijn oude nummers op voor het album The Dirty Dozen. In 1960 werd Steve Lane's soloalbum Oh! Red opgenomen. In 1961 speelde hij op het University of Chicago Folk Festival en in Dayton (Ohio) met Gene Mayls Dixieland Rhythm Kings. Aan het einde van de jaren 1960 had hij vanwege zijn leeftijd weinig optredens. Voor de auteurs John Jörgensen en Erik Wiedemann is Speckled Red een van de belangrijkste blues- en boogiewoogie-pianisten van zijn tijd, maar hij had weinig succes bij het publiek.

## Overlijden
Speckled Red overleed in januari 1973 op 80-jarige leeftijd.

## Discografie
- 196?: Blues in Europe Storyville
- 1971: Oh Red VJM
- 197?:	Piano Blues	Storyville
- 1991:	Blues Masters, Vol. 11 Storyville
- 1994: Complete Recorded Works 1929-1938 Document
- 1996: Dirty Dozens Delmark
- ????: Barrelhouse Blues	Smithsonian Folkways Recordings
- ????: In London 1960 VJM